# Libanesiska köket
Libanesisk mat är den matkultur och de mattraditioner som är typiskt för Libanon. Det libanesiska köket har influenser från österländska kryddor, det iranska köket, närbelägna regioner och europeiska kök.

## Vegetariskt

### Kryddor
Det som kännetecknar libanesisk mat är att den är smakrik snarare än stark. Ofta mixar man olika kryddor för att skapa kryddmix. En sådan kryddmix i Libanon kan bestå av till exempel följande kryddor:
- Kryddpeppar
- Svartpeppar
- Kanel
- Muskotnöt
- Ingefära
- Kardemumma
- Kryddnejlika
- Spiskummin
- Koriander
- Sumak

I libanesisk matlagning används stora mängder bladpersilja. Det används också mycket mynta i maten. Olivolja används ofta, men man steker inte i det, utan används snarare som smakförstärkare i sallader och maträtter. Sumak är en krydda som består av torkade och pulvriserade sumakbär och används flitigt i det libanesiska köket för sin syrliga smak som ersättning för citron. Fattoush är ett exempel på en sallad som innehåller sumak. Nötter används mycket, speciellt mandlar, pinje-, pistasch- och valnötter.

### Grönsaker
Libanon är ett av få länder i Mellanöstern som inte har någon öken, och detta bidrar till ätandet av grönt. Aubergine eller äggplanta är en favorit och används ofta i libanesisk kokkonst.

### Sallader
Sallader är uppskattat och inkluderas i libanesiska meze. I sallader används mycket olivolja, mynta och citron vilket ger den klassiska libanesiska smaken. Det finns många klassiska salladsrätter, såsom taboulé (bladpersilja med tomat, lök, bulgur och citron) eller fattoush (kryddig grönsakssallad med rostat libanesiskt bröd).

## Smårätter – Meze
Meze är den libanesiska motsvarigheten till smörgåsbord och har sina historiska rötter i det sasanidiska Iran (ordet  meze är persiska för "att smaka"). Meze är små rätter, som kan serveras som en förrätt eller som huvudmåltid. I Libanon finns det många olika sorters piroger, oftast med ört- eller köttfyllning. Libanons nationalrätt heter Kebbe trabolsie, och är en mezerätt. Det är en friterad nötfärsfylld kudde med bulgur och pinjenötter.
Exempel på libanesiska mezerätter är:
- Hummus
- Vinbladsdolmar
- Mozarellarullar
- Kibbe
- Sambosek
- Scampi

## Varmrätter
Huvudrätterna i en libanesisk måltid utgörs oftast av kött, främst får, lamm, kyckling eller skaldjur. Det finns också flera maträtter som inte serveras på restaurang, men ofta äts i Libanon. I Libanon består dessa rätter mest av olika köttgrytor. 

### Fågel
Fågel, och främst kyckling, är väldigt uppskattat i Mellanöstern, och äts i stor utsträckning, serverat med ris, hummus, potatis och de flesta varmrätter till. Man brukar oftast äta fågel tillsammans med bröd eller sallad. I Libanon grillar man ofta kycklingarna över eld. Exempel på olika fågelrätter är Sfine mischvie, marinerad grillad kyckling, eller Shish Taouk, kycklingfilé på spett.

### Nöt
Ofta marineras köttet varefter det grillas. Exempel på rätter är Shish kafta ma jibne, grillade nötfärsspett med getost, pinjenötter och pistaschnötter, eller Fitile ghanam, marinerad och helgrillad lammfilé med fetaostsås.

### Fisk
Eftersom Libanon ligger vid havet så äts mycket fisk. I den libanesiska kokkonsten finns det ett flertal olika fiskar, såsom plattfisk och lax. Skaldjur som scampi, kräftor och krabba äts också.

## Soppor
I libanesiska soppor använder man ofta linser, bönor eller ris. Grönsaker, kyckling eller fisk kan användas i soppa. Adas bel limon är linssoppa med citron, medan Shorbat samak är en fisksoppa med grönsaker. 

## Bröd
I det libanesiska köket använder man brödet som en del av maträtten. Man kan använda det som klämma, bestick eller wrap. Vanligt är pitabröd. Pitabröd med grönsaker, Araies mishvie, är ett vanligt mellanmål. Ett exempel på ett annat bröd är Khibez mosabba, libanesiskt mjukt långbröd. 

## Desserter

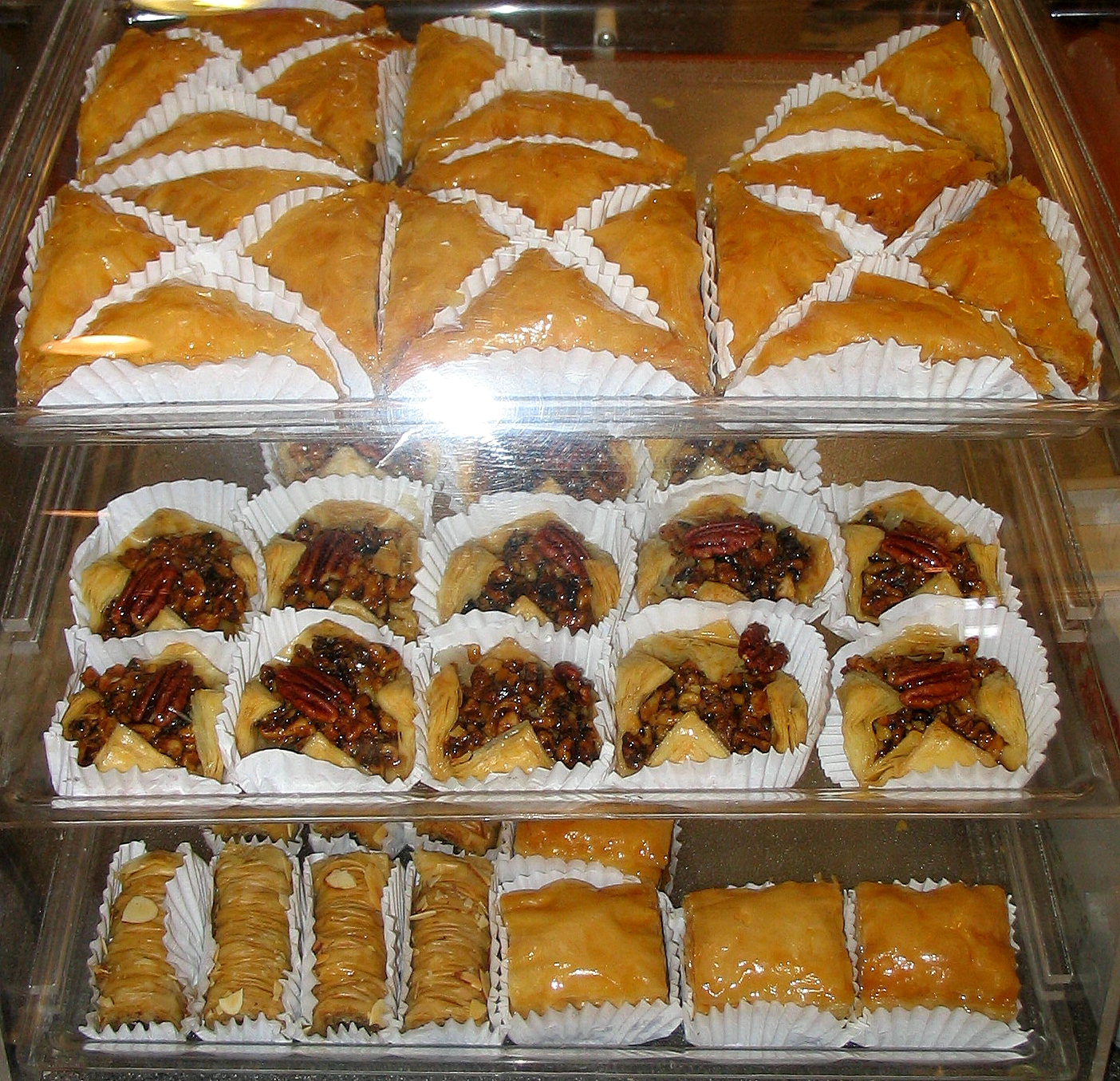
Baklava

En sak som kännetecknar libanesisk kokkonst är deras söta efterrätter. En annan sak som utmärker det libanesiska köket är vanan att använda apelsinblomvatten i bakverken. De använder ofta söta filodegsknyten i sina desserter. Exempel på detta är baklava. Det är små bakverk gjorda av filodegark med nötter, socker, smör och apelsinblomvatten som innehåll. De så kallade Layali lebnan ”Libanesiska nätter” är gjorda av mannagryn och sirap. Riz bel halib är den libanesiska motsvarigheten till det svenska ris à la Malta, men med pistaschnötter.